# Patricia Roc
Patricia Roc (eigentlich Felicia Miriam Ursula Odeons) (* 7. Juni 1915 in London; † 30. Dezember 2003 in Locarno, Schweiz) war eine britische Schauspielerin.

## Leben
Sie ging im Alter von 18 Jahren nach Frankreich, um die Sprache zu erlernen und Kontakt zur Schauspielkunst zu knüpfen. Zurück in London ließ sie sich neun Monate lang an der RADA ausbilden und nahm anschließend ihr erstes Engagement am Londoner Ambassadors Theater an. Auf der Bühne sah sie 1938 der Filmproduzent Alexander Korda und so lancierte sie beim heimischen Film.
In der Spätphase des Zweiten Weltkriegs gelang ihr der Durchbruch zum Starruhm, vor allem in den Filmen „Cornwall Rhapsodie“ (1944), „Madonna der sieben Monde“ (1944) und „Frau ohne Herz“ (1945) erlangte sie großen Erfolg.
Ihre „Ausflüge“ nach Hollywood fanden hingegen weit weniger Resonanz. Bereits Ende der 1950er Jahre zog sich die Künstlerin vollständig aus dem Filmgeschäft zurück. Zuletzt sah man sie 1962 in der TV-Serie „Simon Templar“.
Patricia Roc war viermal verheiratet, unter anderem mit dem Kameramann André Thomas, mit dem sie einen gemeinsamen Sohn hatte. Zum letzten Mal macht Patricia Roc 1975 auf sich aufmerksam, als sie wegen Ladendiebstahls (eine Packung Badesalz und drei Schachteln Papiertaschentücher im Wert von umgerechnet 4,10 Euro) zu umgerechnet 70 Euro Geldstrafe verurteilt wurde.
Am 30. Dezember 2003 starb sie in Locarno an Nierenversagen.

### Familie
Patricia Rocs Schwester Barbara Reis war seit 1952 verheiratet mit Fred Perry.

## Filmografie (Auswahl)
- 1938: Besuch zur Nacht (The Divorce of Lady X)
- 1942: Es geht um 50.000 Dollar (Suspected Person)
- 1944: Cornwall Rhapsodie (Love Story)
- 1944: Madonna der sieben Monde (Madonna of the Seven Moons)
- 1945: Die Frau ohne Herz
- 1946: Feuer am Horizont (Canyon Passage)
- 1947: Die Brüder (The Brothers)
- 1947: Unvergessene Jahre (So Well Remembered)
- 1947: Zigeunerblut (Jassy)
- 1947: Kampf um Jimmy (When the Bough Breaks)
- 1949: Geliebte nach Maß (The Perfect Woman)
- 1949: Rückkehr ins Leben (Retour à la vie)
- 1949: Der Mann vom Eiffelturm (The Man on the Eiffel-Tower)
- 1950: Der schwarze Jack (Black Jack)
- 1951: Der dreizehnte Gast (Circle of Danger)
- 1955: Geständnisse einer Frau (La vedova X)
- 1955: Die Rache der schwarzen Maske (Le avventure di Cartouche)
- 1960: Zehn Frauen verschwanden in Paris (Bluebeards Ten Honeymoons)